# Conclave de 1922
A la mort del papa Benet XV el 22 de gener de 1922, hi havia un total de seixanta-un cardenals, tots ells amb dret d'elecció del nou pontífex. Tanmateix poques hores després que morís el pontífex, va morir l'espanyol Enrique Almaraz y Santos, cardenal del títol de S. Pietro in Montorio, arquebisbe de Toledo.
Els seixanta electors restants foren convocats al conclave que s'esdevingué a Roma del 2 al 6 de febrer següent, però només hi assistiren cinquanta-tres cardenals. Efectivament, el brasiler Joaquim Arcoverde de Albuquerque Cavalcanti, cardenal del títol de Ss. Bonifacio ed Alessio, arquebisbe de Rio de Janeiro; l'italià Giuseppe Prisco, cardenal del títol de S. Sisto, arquebisbe de Nàpols; l'espanyol José Maria Martín de Herrera y de la Iglesia, cardenal del títol de S. Maria in Traspontina, arquebisbe de Sant Jaume de Galícia, i el txecoslovac Lev Skrbenský z Hriste, cardenal del títol de S. Stefano al Monte Celio, arquebisbe d'Olomouc, excusaren l'assistència per motius de salut. D'altra banda, el nord-americà William Henry O’Connell, cardenal del títol de S. Clemente, arquebisbe de Boston; el canadenc Louis-Nazaire Bégin, cardenal del títol de Ss. Vitale, Gervasio e Protasio, arquebisbe de Quebec, i el també nord-americà Denis Dougherty, cardenal del títol de Ss. Nereo ed Achilleo, arquebisbe de Filadèlfia, arribaren a Roma quan l'elecció ja s'havia consumat i, per tant, el conclave ja havia estat dissolt. El cas és, doncs, que tots els cardenals que hi participaren eren europeus.
Entre els assistents hi havia el valencià Joan Benlloch i Vivó, cardenal del títol de S. Maria in Aracoeli, arquebisbe de Burgos, i el cambrilenc Francesc d'Assís Vidal i Barraquer, cardenal del títol de S. Sabina, arquebisbe de Tarragona.
A la catorzena votació, el cinquè dia de conclave, fou elegit papa l'italià Achille Ratti, cardenal del títol de Ss. Silvestro e Martino ai Monti, arquebisbe de Milà, el qual adoptà el nom de Pius XI.

## Cardenals convocats
Aquesta llista dels cardenals convocats està ordenada per continents; dintre de cada continent per data del consistori en el qual foren creats cardenals, i dintre de cada consistori, per ordre de prelació. De cada cardenal s'indica el bisbat suburbicari, el títol o la diaconia, a més dels càrrecs que ocupava (vigents, emèrits i/o anteriors) en el moment de la convocatòria del conclave.

### Amèrica
- Joaquim Arcoverde de Albuquerque Cavalcanti, cardenal del títol de Ss. Bonifacio ed Alessio (1905), arquebisbe de Rio de Janeiro, abans bisbe de Goiás, Goiânia, bisbe titular d'Argos i coadjutor de São Paulo i bisbe sede plena d'aquesta darrera diòcesi, successivament. No assistí al conclave per malaltia (Brasil).
- William Henry O’Connell, cardenal del títol de S. Clemente (1911), arquebisbe de Boston, Massachusetts, abans bisbe de Portland, Maine. No assistí al conclave per haver arribat quan l'elecció ja havia estat efectuada (Estats Units).
- Louis-Nazaire Bégin, cardenal del títol de Ss. Vitale, Gervasio e Protasio (1914), arquebisbe de Quebec, abans bisbe de Chicoutimi, Quebec. No assistí al conclave per haver arribat quan l'elecció ja havia estat efetuada (Canadà).
- Denis Dougherty, cardenal del títol de Ss. Nereo ed Achilleo (1921), arquebisbe de Filadèlfia, Pennsilvània, abans bisbe de Nueva Segovia i de Jaro, Filipines, i de Buffalo, Nova York. No assistí al conclave per haver arribat quan l'elecció ja havia estat efectuada (Estats Units).

### Europa
- Vincenzo Vannutelli, cardenal-bisbe d'Ostia i de Palestrina, abans cardenal del títol de S. Silvestro in Capite, abans cardenal in pectore (1889), degà del Col·legi Cardenalici, datari papal, abans arquebisbe titular de Sardes i visitador apostòlic a Constantinoble, internunci al Brasil i a Portugal, successivament (Itàlia).
- Michael Logue, cardenal del títol de S. Maria della Pace (1893), arquebisbe d'Armagh, abans bisbe de Raphoe i bisbe titular d'Anazarbe i coadjutor d'Armagh, successivament (Irlanda).
- Giuseppe Prisco, cardenal del títol de S. Sisto, abans cardenal-diaca de S. Cesareo in Palatio (1896), arquebisbe de Nàpols. No assistí al conclave per malaltia (Itàlia).
- José Maria Martín de Herrera y de la Iglesia, cardenal del títol de S. Maria in Traspontina (1897), arquebisbe de Sant Jaume de Galícia, abans bisbe de Santiago de Cuba. No assistí al conclave per motius de salut (Espanya).
- Giuseppe Francica Nava di Bontifè, cardenal del títol de Ss. Giovanni e Paolo (1899), arquebisbe de Catània, abans bisbe titular d'Alabanda i auxiliar de Caltanissetta, bisbe titular d'Eraclea i nunci a Bèlgica i a Espanya (Itàlia).
- Agostino Richelmy, cardenal del títol de S. Maria in Via, abans cardenal del títol de S. Eusebio (1899), arquebisbe de Torí, abans bisbe d'Ivrea (Itàlia).
- Bartolomeo Bacilieri, cardenal del títol de S. Bartolomeo all'Isola (1901), bisbe de Verona, abans bisbe titular de Nisa i coadjutor de Verona (Itàlia).
- Lev Skrbenský z Hriste, cardenal del títol de S. Stefano al Monte Celio (1901), arquebisbe emèrit d'Olomouc, abans arquebisbe de Praga. No assistí al conclave per malaltia. (Txecoslovàquia).
- Rafael Merry del Val y Zulueta-Wilcox, cardenal del títol de S. Prassede (1903), prefecte de la Congregació del Sant Ofici, camarlenc, abans arquebisbe titular de Nicea i secretari d'estat (Espanya).
- Ottavio Cagiano de Azevedo, cardenal del títol de S. Lorenzo in Damaso, abans cardenal-diaca de Ss. Cosma e Damiano (1905), canceller de la Santa Església Romana, abans prefecte de la Congregació de Religiosos (Itàlia).
- Gaetano De Lai, cardenal-bisbe de Ciutat de Sabina, abans cardenal-diaca de S. Nicola in Carcere Tulliano (1907), vicedegà del Col·legi Cardenalici, secretari de la Congregació Consistorial (Itàlia).
- Pietro Maffi, cardenal del títol de S. Crisogono (1907), arquebisbe de Pisa, abans bisbe titular de Cesarea di Mauritania i auxiliar de Ravenna (Itàlia).
- Alessandro Lualdi, cardenal del títol de Ss. Andrea e Gregorio al Monte Celio (1907), arquebisbe de Palerm (Itàlia).
- Desiré Mercier, cardenal del títol de S. Pietro in Vincoli (1907), arquebisbe de Malines (Bèlgica).
- Pietro Gasparri, cardenal del títol de S. Lorenzo in Lucina, abans cardenal del títol de S. Bernardo alle Terme (1907), secretari d'estat i camarlenc (Itàlia).
- Louis-Henri-Joseph Luçon, cardenal del títol de S. Maria Nuova (1907), arquebisbe de Reims, abans bisbe de Bellay (França).
- Paulin-Pierre Andrieu, cardenal del títol de S. Onofrio (1907), arquebisbe de Bordeus, abans bisbe de Marsella (França).
- Antonio Vico, cardenal-bisbe de Porto-Santa Rufina, abans cardenal del títol de S. Callisto (1911), prefecte de la Congregació de Ritus, abans arquebisbe titular de Filippi i nunci a Bèlgica i a Espanya, successivament (Itàlia).
- Gennaro Granito Pignatelli di Belmonte, cardenal-bisbe d'Albano, abans cardenal del títol de S. Maria degli Angeli (1911), abans arquebisbe titular d'Edessa i nunci a Bèlgica i a l'Imperi Austrohongarès (Itàlia).
- Basilio Pompilj, cardenal-bisbe de Velletri, abans cardenal del títol de S. Maria in Aracoeli, abans cardenal-diaca de S. Maria in Dominica (1911), vicari general de la diòcesi de Roma, abans arquebisbe titular de Filippi (Itàlia).
- António Mendes Bello, cardenal del títol de Ss. Marcellino e Pietro, abans cardenal in pectore (1911), patriarca de Lisboa, abans arquebisbe titular de Mitilene i coadjutor de Lisboa i arquebisbe-bisbe de Faro, successivament (Portugal).
- Francis Bourne, cardenal del títol de S. Pudenziana (1911), arquebisbe de Westminster, abans bisbe titular d'Epifania i coadjutor de Southwark i bisbe sede plena d'aquesta diòcesi (Anglaterra).
- Wilhelmus Marinus van Rossum, C.SS.R., cardenal del títol de S. Croce in Gerusalemme, abans cardenal-diaca de S. Cesareo in Palatio (1911), prefecte de la Congregació de Propaganda Fide, abans arquebisbe titular de Cesarea in Mauretania i penitenciari major (Països Baixos).
- Gaetano Bisleti, cardenal-diaca de S. Agata in Suburra (1911), protodiaca, prefecte de la Congregació dels Seminaris, abans gran prior del Sobirà Orde de Malta (Itàlia).
- Louis Billot, S.J., cardenal-diaca de S. Maria in Via Lata (1911) (França).
- János Csernoch, cardenal del títol de S. Eusebio (1914), arquebisbe d'Esztergom, abans bisbe de Csanád (Hongria).
- Friedrich Gustav Piffl, C.R.S.A., cardenal del títol de S. Marco (1914), arquebisbe de Viena (Àustria).
- Michele Lega, cardenal-diaca de S. Eustachio (1914), prefecte de la Congregació de la Disciplina dels Sagraments, abans prefecte del Tribunal de la Signatura Apostòlica (Itàlia).
- Francis Aidan Gasquet, O.S.B., cardenal-diaca de S. Maria in Portico Campitelli, abans cardenal-diaca de S. Giorgio in Velabro (1914), arxiver de la Santa Església Romana, abans abat mitrat de St Albans (Anglaterra).
- Giovanni Cagliero, S.D.B., cardenal-bisbe de Frascati, abans cardenal del títol de S. Bernardo alle Terme (1915), abans bisbe titular de Magido i delegat apostòlic a Costa Rica i a Nicaragua, successivament (Itàlia).
- Alfonso Maria Mistrangelo, Sch.P., cardenal del títol de S. Maria degli Angeli (1915), arquebisbe de Florència), abans bisbe de Pontremoli (Itàlia).
- Andreas Frühwirth, O.P., cardenal del títol pro illa vice de Ss.Cosma e Damiano (1915), arquebisbe titular d'Eraclea, abans nunci a Baviera (Alemanya).
- Raffaele Scapinelli di Leguigno, cardenal del títol de S. Girolamo degli Schiavoni (1915), prefecte emèrit de la Congregació de Religiosos, abans arquebisbe titular de Laodicea i nunci a l'Imperi Austrohongarès (Itàlia).
- Pietro La Fontaine, cardenal del títol de Ss. XII Apostoli, abans cardenal del títol de Ss. Nereo ed Achilleo (1916), patriarca de Venècia, abans bisbe de Cassano allo Ionio, administrador apostòlic de S. Marco e Brisignano, bisbe titular de Castro i secretari de la Congregació de Ritus, successivament (Itàlia).
- Vittorio Amedeo Ranuzzi de' Bianchi, cardenal del títol de S. Prisca (1916), majordom papal, abans bisbe de Loreto i Recanati i arquebisbe titular de Tiro i mestre de la Casa Pontificia (Itàlia).
- Donato Raffaele Sbarretti, cardenal del títol de S. Silvestro in Capite (1916), prefecte de la Congregació del Concili, abans bisbe de l'Havana, Cuba, arquebisbe titular de Gortina, arquebisbe titular d'efes i delegat apostòlic a les Filipines, i delegat apostòlic al Canadà i a Terranova, successivament (Itàlia).
- Louius-Ernest Dubois, cardenal del títol pro illa vice de S. Maria in Aquiro (1916), arquebisbe de París, abans bisbe de Verdun (Mosa), arquebisbe de Bourges i arquebisbe de Rouen, successivament (França).
- Tommaso Pio Boggiani, O.P., cardenal del títol de Ss. Quirico e Giulitta (1916), arquebisbe emèrit de Gènova, abans bisbe d'Adria i de Rovigo, arquebisbe titular d'Odessa i delegat apostòlic a Mèxic, successivament (Itàlia).
- Alessio Ascalesi, O.PP.S., cardenal del títol de S. Callisto (1916), arquebisbe de Benevent, abans bisbe de Muro Lucano (Itàlia).
- Louis-Joseph Maurin, cardenal del títol de Ssma. Trinità al Monte Pincio (1916), arquebisbe de Lió, abans bisbe de Grenoble (França).
- Adolf Bertram, cardenal del títol de S. Agnese fuori le Mura, abans cardenal in pectore (1916), arquebisbe de Breslau, abans bisbe de Hildesheim (Alemanya).
- Nicolò Marini, cardenal-diaca de S. Maria in Dominica (1916), secretari emèrit de la Congregació per a les Esglésies Orientals (Itàlia).
- Oreste Giorgi, cardenal-diaca de S. Maria in Cosmedin (1916), penitenciari major, abans secretari de la Congregació del Concili (Itàlia).
- Augusto Silj, cardenal del títol de S. Cecilia (1919), prefecte del Tribunal de la Signatura Apostòlica, abans arquebisbe de Cesarea di Mauritania (Itàlia).
- Juan Soldevila y Romero, cardenal del títol de S. Maria del Popolo (1919), arquebisbe de Saragossa, abans bisbe de Tarassona i administrador apostòlic de Tudela (Espanya).
- Teodoro Valfrè di Bonzo, cardenal del títol de S. Maria sopra Minerva (1919), prefecte de la Congregació de Religiosos, abans bisbe de Cuneo, bisbe de Como, arquebisbe de Vercelli, arquebisbe titular de Trebisonda i nunci a l'Imperi Austrohongarès, successivament (Itàlia).
- Aleksander Kakowski, cardenal del títol de S. Agostino (1919), arquebisbe de Varsòvia (Polònia).
- Edmund Dalbor, cardenal del títol de S. Giovanni a Porta Latina (1919), arquebisbe de Gniezno i Poznań (Polònia).
- Francesco Ragonesi, cardenal del títol de S. Marcello (1921), arquebisbe titular de Mira i nunci a Espanya (Itàlia).
- Michael von Faulhaber, cardenal del títol de S. Anastasia (1921), arquebisbe de Múnic i Freising, abans bisbe d'Espira (Alemanya).
- Joan Baptista Benlloch i Vivó, cardenal del títol de S. Maria in Aracoeli (1921), arquebisbe de Burgos, abans bisbe titular d'Ermolopi Maggiore i administrador apostòlic de Solsona i bisbe d'Urgell i copríncep d'Andorra, sucessivament (Espanya).
- Francesc d'Assís Vidal i Barraquer, cardenal del títol de S. Sabina (1921), arquebisbe de Tarragona, abans bisbe titular de Pentacomia i administrador apostòlic de Solsona (Espanya).
- Karl Josep Schulte, cardenal del títol de Ss. Quattro Coronati (1921), arquebisbe de Colònia, abans bisbe de Paderborn i administrador apostòlic d'Anhalt (Alemanya).
- Giovanni Tacci, cardenal del títol de S. Maria in Trastevere (1921), prefecte del Palau Apostòlic, abans bisbe de Città della Pieve, arquebisbe titular de Nicea i nunci a Bèlgica i internunci als Països Baixos, successivament (Itàlia).
- Achille Ratti, cardenal del títol de Ss. Silvestro e Martino ai Monti (1921), arquebisbe de Milà, abans visitador apostòlic a Polònia i Lituània, nunci a Polònia i arquebisbe titular de Naupacte. Va ser elegit amb el nom de Pius XI (Itàlia).
- Camillo Laurenti, cardenal-diaca de S. Maria della Scala (1921).

### Resum
| D'Àfrica  | Cap          |
| D'Amèrica | 4 cardenals  |
| D'Àsia    | Cap          |
| D'Europa  | 56 cardenals |
| D'Oceania | Cap          |
| Total     | 60 cardenals |

Dels quals
- 6 eren cardenals-bisbes (Europa 6)
- 47 eren cardenals-preveres o de títol (Amèrica 4; Europa 43)
- 7 eren cardenals-diaques (Europa 7)